# 35. Schule „Dobri Wojnikow“
35. Schule „Dobri Wojnikow“ ist ein bulgarisches Gymnasium in Sofia mit Fremdsprachenunterricht.
Die Schule wurde 1950 gegründet. Sie führt kulturellen und sprachlichen Austausch mit Schulen aus Deutschland, Frankreich und Russland durch. Die Schüler können das Deutsche Sprachdiplom Stufe II erwerben.

## Geschichte
Das 35. Gymnasium mit verstärktem Russischunterricht wurde 1950 gegründet. Es befand sich anfangs im Gebäude der 1. Schule in der Straße Stara Planina 1. Im Herbst 1950 wurde die Schule in das Gebäude der 9. Schule verlegt. Zu dieser Zeit wurde auch der Unterricht mit russischen Lehrern aufgenommen. Es wurden Schüler aus dem ganzen Land aufgenommen, was die Einrichtung eines Schulinternats erforderlich machte. 1955 wurde ein englischsprachiger Zweig in der Schule geschaffen, der drei Jahre später als Erstes Englischsprachiges Gymnasium abgetrennt wurde. Die unteren Klassen wurden 1963 als russischsprachige Schule „Alexander Sergejewitsch Puschkin“ ausgegliedert und die oberen Klassen wurden in das Gebäude in der Straße Dobri Wojnikow 40 verlegt, in dem auch die 40. Grundschule untergebracht war.

## Bekannte Absolventen
- Jordanka Fandakowa, Bürgermeisterin von Sofia
- Sergej Stanischew, Politiker, Premierminister von 2005 bis 2009, Vorsitzender des Obersten Rates der Bulgarischen Sozialistischen Partei
- Miroliuba Benatowa, Journalistin
- Ljudmila Schiwkowa, Politikerin
- Aleksandra Schekowa, Snowboarderin
- Boriana Awramowa, Ärztin, Kinderärztin
- George Slokoski, Architekt
- Wladimir Karolew, Ökonom
- Sergei Ignatow, Minister in der Regierung 2009
- Nikolaj Mladenow, Minister für auswärtige Angelegenheiten
- George Koritarow, Journalist
- Julian Wergow, Schauspieler
- Nikolaj Nenowski, Ökonom, Professor, Mitglied des Boards der Bulgarischen Nationalbank (2002–2008) und Berater von Präsident Georgi Parwanow
- Alexander Schurbanow, bulgarischer Gelehrter, Schriftsteller und Übersetzer
- Koceto Kalki, Musiker
- Wassil Stoew-Ampega, Komponist, Musiker, Produzent